# Metaplastes pulchripennis
Metaplastes pulchripennis là một loài thuộc họ Tettigoniidae phân họ Phaneropterinae.

## Mô tả
Con trưởng thành có thể đạt chiều dài 17–18 mm (0,67-0,71 inch). Các màu sắc cơ bản của cơ thể là màu xanh lá cây nhạt, với một vệt màu nâu đỏ ở mặt sau. Chân chủ yếu là màu xanh lá cây, với đầu gối màu nâu nhạt. Râu có màu nâu và rất dài. Đẻ trứng là khá ngắn (9–10 mm (0,35-0,39 inch). Nó thường có thể gặp phải từ tháng sáu đến tháng bảy, đặc biệt là trên Cistus. Metaplastes pulchripennis khá giống với Barbistes, nhưng nó có thể được phân biệt bởi các Cerci của con đực và kéo dài hơn.

## Phân bố
Nó hiện diện tại đất liền của Ý, Sardinia, Corsica và Tây Ban Nha.